# ワラウータン
ワラウータンは、よしもとクリエイティブエージェンシー東京本社（東京吉本）で活動していたお笑いコンビ。2011年結成。2012年5月17日解散。

## メンバー
澤木誠（さわきまこと）、1986年3月27日 -）
- ボケ担当。立ち位置左。血液型はA型。静岡県静岡市出身。身長182cm。体重67kg。靴のサイズ27cm。
- 好きな食べ物はいちご、プリン、チョコレート[1]。
- 韓流が好き。
- 検定を二級までは独学で取りたいと思っている。
- 好きなK-POPの歌手はDAVICHI。
- 人見知りで、本人曰く「人と仲良くなるのに時間がかかるタイプで、初対面の人と話すのは特に緊張する」らしい[2]。
- 仲がいい同期はめがね。
- Twitterで不定期に同期の名言を呟いている。
- 目が悪く普段はコンタクトだが家ではカラコンを入れている
- 高校時代の部活はラグビー部で、レギュラーだった。
- 姉が一人いる。
- 同期のフレミング宮本、サムライエンペラー宮原をまとめて「ダブル宮」「ワラウータントータルアドバイザー」と表す事がある。宮原に関しては「ワラウータンで一番頑張っているのは宮原くん」とまで発言している[3]。
- 2012年9月8日、「ペゴパ」のメンバーで韓国の釜山で「ペゴパジュッケッ〜Show!!」というお笑いライブを行った。
- 2012年6月からピン芸人「アッサー！澤木」として活動。
- 2014年6月29日に、元はんこーき市川賢人と「さえずりほおずり」を結成した事を報告。

松崎孝之（まつざきたかゆき）、1986年7月1日 - ）
- ツッコミ担当。立ち位置右。血液型はO型。千葉県出身。身長160cm。体重56kg。靴のサイズ26cm。
- 好きな食べ物は米。[1]
- 大きい目が特徴。
- プチモコチャンシー竜太郎が率いる「ドラゴン会」の永久幹事隊長を務めている。
- 人の言うことを信じ込みやすく、同期の冗談を真に受けてしまう事がある。ドッキリに引っ掛りやすい。
- 自分の身長を活かそうと思い、競艇選手の試験を受けたが落ちてしまった。
- 小学生の時は野球部、中学時代はラグビー部に所属していた。
- 同期のフレミング宮本とロックダンスもしていた。
- 3つ上の兄がいる。
- 仲のいい同期はいないらしい。
- 年上の女性が好き

## ネタ
- 主にコント。
- ネタ作成者は澤木。松崎はネタに対し文句を言わないので揉めないらしい。
- ネタ中に澤木が英語、タイ語などの外国語を流暢に話す事があるが、韓国語以外は「それっぽく」聞こえるだけでほとんどデタラメを言っている。
- ピン芸人「アッサー！澤木」になってからは、英語や家庭科の先生等のスタイルが多い。

## エピソード
- NSCに入る前、松崎が働いていた不動産屋に澤木が家を探しに来た。その時澤木は面接も終わり、NSCに入る事が確定していた。後にNSCで同じクラスになった。[4]
- コンビ名の由来は2人共顔が濃く、周りから猿っぽいと言われることから。[4]
- 2012年5月17日に解散。そして松崎が芸人を引退。解散と引退の話は4月下旬に決定していた。
- ワラウータン最後の日は、同期がお金を出し合い送別会を開いた。
- 松崎は就職活動をして社会人に戻り、澤木はピン芸人「アッサー！澤木」として活動を続けている。

## 出演
ライブ

GetKingライブ、（ヨシモト∞ホール）

白色シンドローム（神保町花月‐2012年3月26日-2012年3月27日）

 澤木:医者役、松崎:シロ役

テレビ

金曜プレステージ警察医・秋月桂の検死ファイル（フジテレビ）- 2012年2月10日）

 警察官役

ピラメキーノキョンシーコーナー（テレビ東京‐2012年3月27日（大道具のスタッフ役）、4月9日（夜道を歩く男役）、4月26日（カップルの男役）、5月2日（警備員役）松崎のみ

インターネット配信

ペゴパのアッサー！韓国語（隔週金曜日夜22時からウリ、アッサー！澤木、スクールゾーン橋本、とくこによる韓国についての生配信番組）